# Estera Paunović
Estera Paunović je hrvatska športašica, višestruka prvakinja SR Hrvatske i Jugoslavije u skokovima u vodu.
Rođena je u Makarskoj prije drugog svjetskog rata, kao jedanaesto dijete Joze i Ivke Paunović (od na koncu, 15-ero djece).
S obitelji je pošla u zbjeg u El Shatt, gdje je i završila osnovnu školu. 
Poslije povratka iz zbjega, odlazi se školovati u Zagreb, u Fiskulturnu školu.
Ondje se pokazala izvrsnom vježbateljicom na dvoranskim spravama, a najveći talent je pokazala u skokovima u vodu.
Bila je državnom prvakinjom u skokovima u vodu 1952., 1953., 1954. i 1955. godine.
Pored športske, ostvarila je i filmsku karijeru. 

Glumila je u kaskaderskim prizorima u prvim hrvatskim filmovima (primjerice film "Mala Jole").
Poslije odlazi živjeti na Novi Zeland, gdje se nastavila baviti istim športom, gdje je također osvojila naslov državne prvakinje, što je bilo popraćeno i u novozelandskim tiskovinama.
Na Novom Zelandu se udala za hrvatskog iseljenika Šimuna Ujdura, tako da je to još više pomoglo zadržavanju njene veze s hrvatskom domovinom.